# 2982 Мюріель
2982 Мюріель (2982 Muriel) — астероїд головного поясу, відкритий 6 травня 1981 року.
Тіссеранів параметр щодо Юпітера — 3,226.